# Planococcus japonicus
Planococcus japonicus är en insektsart som beskrevs av Cox 1989. Planococcus japonicus ingår i släktet Planococcus och familjen ullsköldlöss. Inga underarter finns listade i Catalogue of Life.